# أولاد الحاج بناصر (أولاد الصغير)
أولاد الحاج بناصر هو دُوَّار يقع بجماعة أولاد الصغير، إقليم سطات، جهة الدار البيضاء سطات في المملكة المغربية. ينتمي الدوّار لمشيخة أولاد الصغير التي تضم 29 دوار. يقدر عدد سكانه بـ 258 نسمة حسب الإحصاء الرسمي للسكان والسكنى لسنة 2004.

## روابط خارجية
- البوابة الوطنية للجماعات الترابية
- المندوبية السامية للتخطيط